# Luis Parodi Sachetti

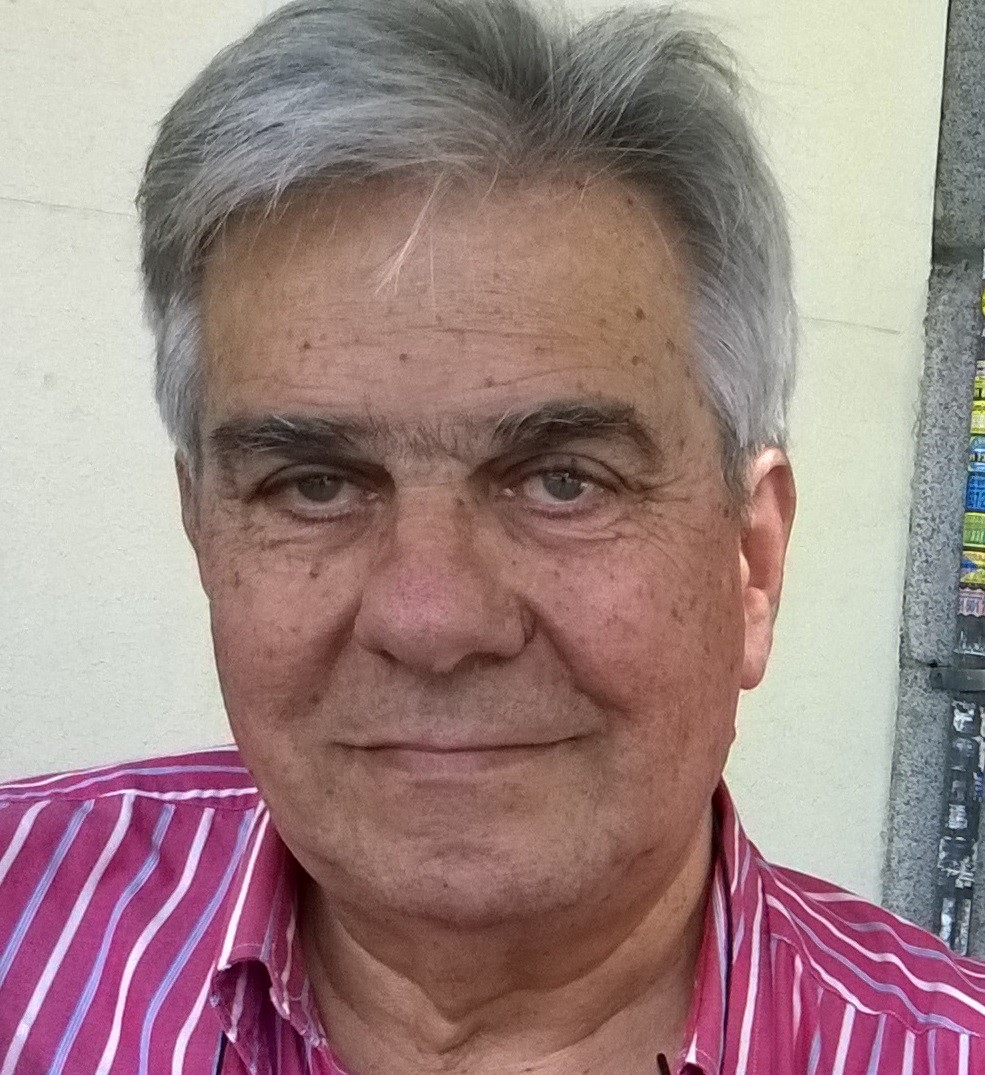

Luis Enrique Parodi Sachetti (Montevideo, 27 de enero de 1945) es un comunicador radial uruguayo con 50 años de trayectoria, con incursiones esporádicas en  prensa y televisión. 

## Inicios
Debutó en 1967 en una audición católica que dirigía el padre Heriberto Dolan. Ese mismo año comenzó a producir y conducir en Radio Fénix “El Fogón de los Troperos”,  conjuntamente con los integrantes del  Conjunto Folclórico “Los Troperos”.  En esa misma emisora cumplió funciones de operador.

## Trayectoria en radio
Relató fútbol entre 1968 y 1970. Más tarde, organizó en Radio Clarín el Festival de la Confraternidad Folclórica (1969), y el programa “Americanísimo”, en Monte Carlo TV Canal 4 entre 1969 y 1970. Tuvo pasajes por Radio Centenario y Radio El Mundo, y en 1978 ingresó en Radio Sport, donde condujo el programa “La Fonola”, creó y realizó  el programa veraniego “Los Trotarenas”, se interesó por el turismo y concurrió a congresos de COTAL en Miami, México, Recife y Montevideo.  
En 1985 fue designado director de Sport 890, cargo que desempeñó hasta 1997, siendo durante varios años mánager de la Vuelta Ciclista del Uruguay.  Luego de un pasaje por Radio Rural, dirigió durante los años 2000 y 2002 Radio Paysandú, en la ciudad litoraleña del mismo nombre.
Desde el 3 de febrero de 2003 produce y conduce en Radio Sport 890  la revista radial “Parodiando con Parodi”.

## Publicaciones
En 2016 publicó el libro “Una vida en el aire”, donde cuenta historias y anécdotas de sus 50 años de radio.

## Premios
Fue galardonado con el Premio CX en 1992.